# Elżbieta Romanowa (1779–1826)
Elżbieta Aleksiejewna, urodzona jako Ludwika Maria Augusta Badeńska (ur. 24 stycznia 1779 w Karlsruhe, zm. 4 maja?/16 maja 1826 w Bielowie) – księżniczka Badenii, cesarzowa Rosji jako żona cesarza Aleksandra I.

## Księżniczka Badenii
Ludwika Maria Augusta Badeńska była trzecim z siedmiorga dzieci badeńskiego księcia Karola Ludwika i jego żony Amalii Fryderyki Hessen-Darmstadt. Jej dziadkami byli Karol Fryderyk Badeński margrabia Badenii-Durlach i Karolina Hessen-Darmstadt oraz Ludwik IX, landgraf Hesji-Darmstadt i Karolina Wittelsbach.
Księżniczka Ludwika wychowywała się w odizolowaniu od świata zewnętrznego, w ciepłym, rodzinnym otoczeniu. Była szczególnie związana ze swoją matką, z którą do końca życia prowadziła korespondencję (Amalia Fryderyka przeżyła swoją córkę). Ludwika miała tylko dwanaście lat kiedy jej przyszłość została przesądzona. Katarzyna II Wielka, carowa Rosji, szukała narzeczonej dla jej najstarszego wnuka, przyszłego Aleksandra I i wtedy właśnie zwróciła uwagę na badeńskie księżniczki. Kiedy otrzymała pozytywne informacje na ich temat, Katarzyna zaprosiła dwie najstarsze, niezamężne księżniczki, Ludwikę i jej młodszą siostrę Fryderykę, do Rosji. W 1792 roku siostry przybyły do Petersburga.

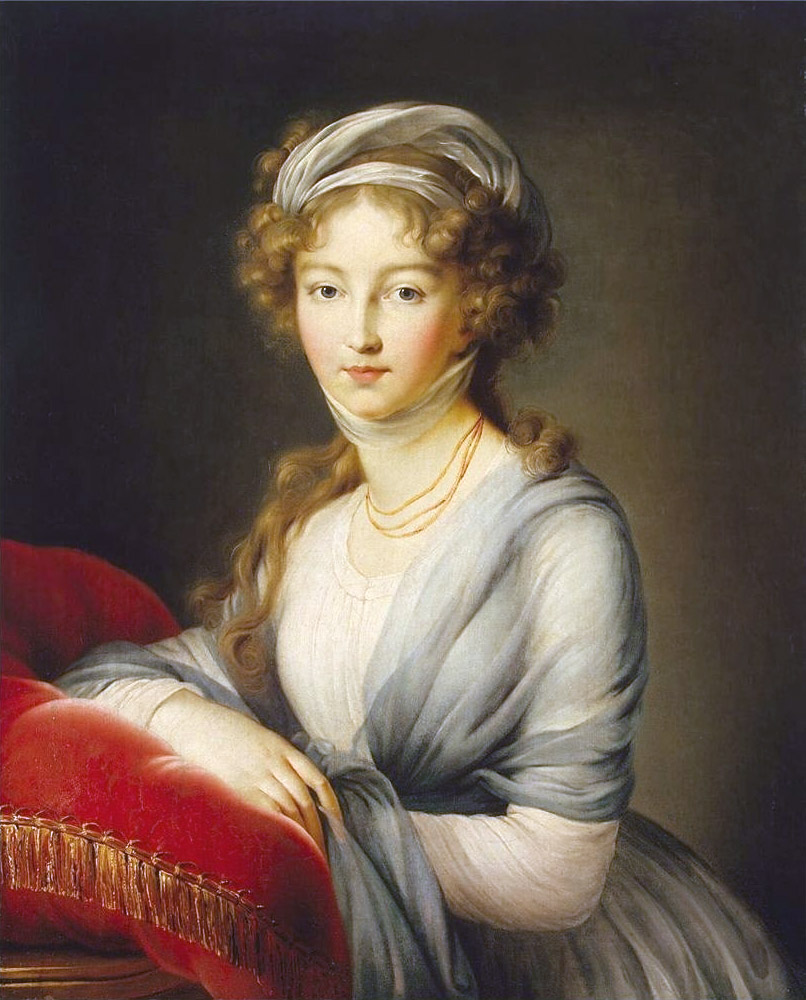
Ludwika, księżniczka badeńska (pędzla Élisabeth Vigée-Lebrun, 1795)

Po spotkaniu z Ludwiką, carowa Katarzyna, uznała ją za piękną, uczciwą i pełną uroku. Natomiast księżniczka uznała, że jej przyszły mąż jest interesujący; Aleksander był wysoki i przystojny. Początkowo carewicz był nieśmiały w stosunku do swojej żony, przez co Ludwika myślała, że czuje do niej niechęć. Jednakże, w niedługim czasie młoda para zbliżyła się do siebie. Mówisz mi, że trzymam szczęście pewnej osoby w swoich rękach, pisała do Aleksandra, Jeżeli jest to prawda, jego szczęście jest bezpieczne na zawsze...ta osoba kocha mnie i ja odwzajemniam jego miłość i to będzie moim szczęściem...możesz być pewny, że kocham Ciebie bardziej niż jestem w stanie to wyrazić, dodała.
Księżniczka nauczyła się rosyjskiego oraz przeszła na prawosławie. Otrzymała tytuł wielkiej księżnej i zmieniła imię na Elżbieta Aleksiejewna. Ślub miał miejsce 28 września 1793 roku. Elżbieta miała tylko czternaście lat, a jej mąż był o rok starszy. To małżeństwo między Psychem a Kupidynem, pisała Katarzyna do księcia Ligne.

## Wielka księżna Rosji

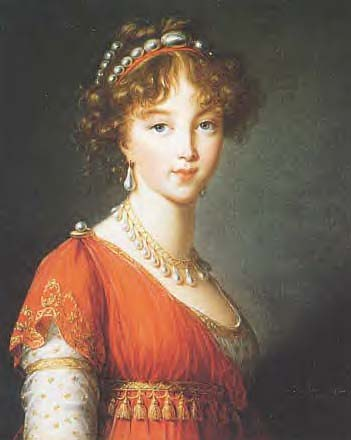
Wielka księżna Elżbieta pędzla Élisabeth Vigée-Lebrun, 1802

Bardzo młodo poślubiona, nieśmiała i naiwna, Elżbieta Aleksiejewna, chorowała przygotowując się do nowej roli. Wielką księżnę przytłoczył splendor rosyjskiego dworu, przestraszyła się brutalnych spisków toczonych tam z zimną krwią. Przeraziły ją seksualne intrygi, które toczyły się wokół, a cudzołóstwo było przyjętą formą rozrywki. Katarzyna II sama była odzwierciedleniem rozwiązłości na swoim dworze. Młody kochanek carowej, Płaton Zubow, próbował nawet uwieść Elżbietę.
Wielka księżna czuła się samotnie i tęskniła za domem, szczególnie, gdy jej siostra Fryderyka wróciła do Badenii. Elżbieta została sama w obcym kraju, gdzie nie mogła być sobą, nawet między swoimi służącymi i damami dworu. Aleksander był dla niej jedynym źródłem pociechy: Bez mojego męża, który jako jedyny sprawia, że czuję się szczęśliwa, umarłabym tysiąc razy.
Pierwsze lata małżeństwa były stosunkowo szczęśliwe, ale wielka księżna rozczarowała Katarzynę II, ponieważ nie dała jeszcze jej wnukowi syna. Śmierć Katarzyny Wielkiej, w listopadzie 1796, wyniosła jej teścia, Pawła I, na rosyjski tron. W czasie panowania Pawła, Elżbieta unikała jego dworu, gdyż nie lubiła swojego teścia.
Zaczęły pojawiać się pierwsze problemy w małżeństwie Elżbiety. Wielka księżna nie znalazła spełnienia jej romantycznej duszy w swoim mężu, który ją zaniedbywał. Elżbieta szukała emocjonalnej pociechy gdzie indziej. Początkowo znalazła pocieszenie w intymnej przyjaźni z piękną hrabiną Golowiną. Później połączył ją romantyczny związek z najlepszym przyjacielem Aleksandra, Adamem Jerzym Czartoryskim, który trwał trzy lata.
Po ponad pięciu latach bezdzietnego małżeństwa, 29 maja 1799 roku, Elżbieta urodziła córkę, wielką księżnę Marię Aleksandrowną. Na dworze pojawiły się pogłoski, że ojcem dziecka jest polski książę. Dziecko miało czarne włosy i ciemne oczy. Na chrzcie car Paweł  był zdumiony, że dziecko ma taki wygląd, mając rodziców o blond włosach i niebieskich oczach. Elżbieta Aleksiejewna wkrótce straciła i kochanka, i córkę.

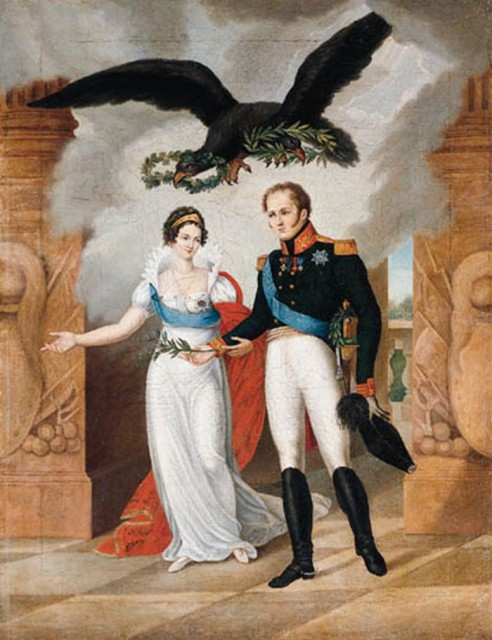
Elżbieta razem ze swoim mężem, Aleksandrem

Adam Czartoryski został wysłany na misję dyplomatyczną, a Maria zmarła. Od dzisiejszego ranka nie mam córki, ona nie żyje, pisała do matki 27 lipca 1800 roku. Nie ma godziny żebym o niej nie myślała i godziny bez gorzkich łez. Nie może być inaczej, nawet jeśli miałyby ją zastąpić dwa tuziny dzieci.

## Osobowość
Elżbieta Aleksiejewna wyróżniała się anielską twarzą i miękkim, melodyjnym głosem. Miała doskonałą owalną twarz o regularnych, delikatnych rysach. Posiadała grecki profil, duże, niebieskie oczy i falujące popielate blond włosy, które zwykle nosiła rozpuszczone. Miała elegancką, królewską postawę.
Wielka księżna była nieśmiała, słodka, uprzejma, delikatna i hojna. Urocza i inteligenta, kochała czytanie oraz sztukę. Miała garstkę przyjaciół, lubiła prostotę i samotność. Elżbieta kochała męża, wspierała go w wielu osobistych i politycznych kryzysach. Mimo to Aleksander zaniedbywał żonę, małżeństwo żyło raczej w harmonii, ale emocjonalnie osobno. Oboje mieli pozamałżeńskie związki, które były przez nich akceptowane. Elżbieta, chodząca własnymi drogami, nie była popularna na dworze. Nie cieszyła się też sympatią rodziny męża. Wielka księżna nie znalazła szczęścia w małżeństwie oraz spełnienia w swojej roli w Rosji.

## Cesarzowa Rosji

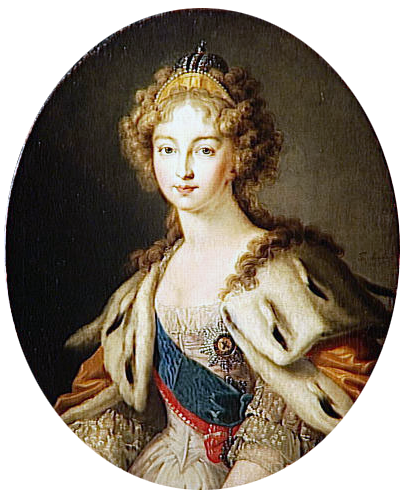
Carowa Elżbieta Aleksiejewna namalowana przez Władimira Borowikowskiego, 1813

Ekscentryczność Pawła I sprawiła, że zaczęto myśleć o obaleniu cara i zajęciu jego miejsca przez Aleksandra. Elżbieta była świadoma tego spisku i razem z mężem wyraziła zgodę na zabójstwo teścia. Kiedy Aleksander przejął władzę, jego żona doradziła mu, aby zapomniał o współudziale w morderstwie ojca i zaczął służyć Rosji. Jako cesarzowa brała udział w życiu dworu i obowiązkach reprezentacyjnych, jednak rola pierwszej damy imperium przypadała nadal jej teściowej Marii Fiodorownej.
Aleksander traktował żonę obojętnie, jednak podczas oficjalnych uroczystości starał się okazywać jej szacunek. Elżbieta była zbyt delikatna, by dobrze znosić złe traktowanie przez człowieka takiego jak jej mąż. W 1801 roku car zaczął romans z polską księżniczką Marią zd. Czetwertyńską, żoną księcia Dmitrija Naryszkina. Relacja ta trwała ponad piętnaście lat.
Elżbieta Aleksiejewna znalazła pocieszenie w Adamie Czartoryskim, który wrócił do Rosji, aby pomóc Aleksandrowi w dojściu do tronu. Związek z polskim księciem skończył się, gdy cesarzowa wdała się w romans z przystojnym kapitanem Aleksym Ochotnikowem. Cała korespondencja (i trochę jej pamiętników) między Elżbietą a kapitanem została zniszczona przez cara Mikołaja I po jej śmierci.
Związek z Ochotnikowem miał tragiczny koniec. Kochanek cesarzowej zginął w 1807 w wyniku zamachu na jego życie. Niektórzy uważali, że zabito go na zlecenie Aleksandra, albo jego brata wielkiego księcia Konstantego.
16 listopada 1806 roku Elżbieta urodziła drugą córkę. Krążyły pogłoski, że nowo narodzona córka, wielka księżna Elżbieta Aleksandrowna, nie jest dzieckiem cara, lecz Ochotnikowa. Po tragicznej śmierci kapitana, Elżbieta czuła się bardziej osamotniona niż kiedykolwiek i całą swoją miłość przelała na córkę, którą nazywała „Lisinka”. Piętnaście miesięcy później córka Elżbiety zmarła przez infekcję wywołaną ząbkowaniem. Teraz, pisała cesarzowa do matki, Do niczego się już więcej na tym świecie nie nadaję, moja dusza nie ma więcej siły, by znieść ten cios. Śmierć córki chwilowo przybliżyła do siebie carską parę. Chociaż Elżbieta nie miała jeszcze trzydziestu lat, ani car ani ona nie mieli już nadziei, że założą rodzinę. Ich małżeństwo pozostało bezdzietne.
Podczas wojen napoleońskich, Elżbieta była godnym zaufania zwolennikiem polityki męża. Po upadku Napoleona brała udział wraz z mężem i innymi koronowanymi głowami w kongresie wiedeńskim (1814), tam ponownie wdała się w romans z księciem Czartoryskim. Ten nadal kochał cesarzową i wybaczył jej związek z Ochotnikowem.
Kiedy Elżbieta doszła do czterdziestki, piękno carowej zaczęło zanikać, wtedy też zrezygnowała ze swoich romantycznych przygód. Aleksander również przeżył wewnętrzną transformację, cesarzowa i jej mąż zbliżyli się do siebie jak nigdy dotąd. W 1819 car, zagłębiony w religijnym mistycyzmie, zakończył swój wieloletni związek z księżniczką Marią. Od tamtego czasu, para cesarska zaczęła spędzać więcej czasu razem. Elżbieta współczuła Aleksandrowi, kiedy zmarła jego ukochana, nieślubna córka Zofia. Bliskość carycy i cara zaskoczyła wszystkich: Czasami myślę jakbyśmy się pobrali potajemnie..., pisała do matki Elżbieta.
W 1825 roku zdrowie cesarzowej zaczęło się pogarszać. Lekarze zasugerowali, aby Elżbieta zamieszkała w łagodniejszym klimacie. 5 października, cesarzowa wraz z mężem udała się do Taganrogu, nad Morzem Azowskim, gdzie zamieszkali w skromnym domu. Byli razem szczęśliwi, żyjąc w prostocie. Aleksander zmarł 17 listopada 1825 roku na Krymie. Elżbietę bardzo dotknęła śmierć męża, pisała nie rozumiem siebie, nie rozumiem swojego przeznaczenia, i później Co mam zrobić ze swoją wolą, która całkowicie była zależna od niego, co mam zrobić ze swoim życiem, które chciałam poświęcić jemu?
Cesarzowa-wdowa była zbyt załamana, by wrócić do Sankt Petersburga na pogrzeb swojego męża. Sama Elżbieta zmarła niedługo po swoim mężu, 16 maja 1826, z powodu wady serca. Jeszcze przed śmiercią pisała do matki, że chciałaby się już spotkać ze swoim mężem.